# Mühlenberg (Bergisch Gladbach)
Mühlenberg ist ein Ortsteil im Stadtteil Stadtmitte von Bergisch Gladbach. 

## Geschichte
Der Name Mühlenberg greift die alte Gewannenbezeichnung Oberm Mühlenberg auf, die erstmals 1595 als boven dem Müllenberg erwähnt wurde. Im Urkataster wird die Siedlung im Bereich der heutigen Straße Am Mühlenberg verzeichnet. Der Flurname bezog sich auf den Berghang, der oberhalb der Gladbacher Mühle parallel zur Strunde verläuft.